# Xylopia cayennensis
Xylopia cayennensis là loài thực vật có hoa thuộc họ Na. Loài này được Maas miêu tả khoa học đầu tiên năm 1993.